# ذخیره‌گاه طبیعی باشقیریا
ذخیره‌گاه طبیعی باشقیریا (انگلیسی: Bashkiriya Nature Reserve) یک پارک و ذخیره‌گاه طبیعی در استان باشقیرستان کشور روسیه است.